# 渡辺恭綱
渡辺 恭綱（わたなべ ゆきつな）は、江戸時代前期から中期にかけての紀州藩士。渡辺主水家初代当主。徳川吉宗と従兄弟である。

## 生涯
万治元年（1658年）10月、後に伊予国西条藩初代藩主となる松平頼純の長男として江戸で誕生、紀州藩士渡辺直綱に養育される。紀州藩初代藩主・頼宣に、合力米500石を給される。寛文7年（1667年）、2代藩主・光貞より500石の加増を受ける。寛文8年（1668年）に養父・直綱が病死する。寛文9年（1669年）、知行を2000石に加増される。
14、5歳の時に、直綱の嫡子・令綱に伴われて紀州に来て、藩主・光貞より渡辺姓を名乗るように命じられる。貞享5年（1688年）、義兄・令綱が不行跡を理由に隠居謹慎を命じられる。この処分は、令綱が父の遺領のうち3000石を恭綱に分与するようにとの遺言を実行しなかったことが光貞の上聞に達したためとされる。元禄2年（1689年）、合力金300両を賜る。正徳4年（1714年）に隠居して家督を嫡男の豊綱に譲る。
元文2年（1737年）閏11月17日死去。享年80。